# Coelioxys fulvifrons
Coelioxys fulvifrons är en biart som beskrevs av Smith 1858. Coelioxys fulvifrons ingår i släktet kägelbin, och familjen buksamlarbin. Inga underarter finns listade i Catalogue of Life.